# استدامة الفضاء
تهدف استدامة الفضاء إلى الحفاظ على سلامة وصحة بيئة الفضاء.
على غرار مبادرات الاستدامة على الأرض، تسعى استدامة الفضاء إلى استخدام بيئة الفضاء لتلبية الاحتياجات الحالية للمجتمع دون المساس باحتياجات الأجيال القادمة. وتركز عادةً على الفضاء الأقرب إلى الأرض، المدار الأرضي المنخفض (LEO)، نظرًا إلى أن هذه البيئة هي الأكثر استخدامًا، ومن ثم الأكثر صلة بالبشر. كما أنها تُعد المدار الاستوائي الثابت بالنسبة للأرض (GEO)، لأن هذا المدار هو خيار شائع آخر لتصميمات البعثات التي تدور حول الأرض.

لماذا يلزم تخفيف الحطام الفضائي ESA289519

تعد قضية استدامة الفضاء ظاهرة جديدة تحظى باهتمام أكبر في السنوات الأخيرة مع زيادة إطلاق الأقمار الصناعية والأجسام الفضائية الأخرى. وقد أسفرت عمليات الإطلاق هذه عن مزيد من الحطام الفضائي الذي يدور حول الأرض، مما يعيق قدرة الدول على العمل في بيئة الفضاء، بينما يزيد من خطر وقوع حادث مرتبط بالإطلاق في المستقبل يمكن أن يعطل استخدامه السليم. يعمل طقس الفضاء أيضًا عاملًا بارزًا في فشل المركبات الفضائية. لم يجر اتباع البروتوكول الحالي للتخلص من المركبات الفضائية عند نهاية عمرها الافتراضي، عمومًا، في تصميمات البعثات ويتطلب وقتًا طويلًا للتخلص من المركبات الفضائية.
لقد سهلت السوابق التي أنشئت من طريق مبادرات السياسات السابقة التخفيف الأولي لتلوث الفضاء، وأوجدت أساسًا لجهود استدامة الفضاء. لمزيد من التخفيف، تقدمت الاتحادات الدولية والمتعددة التخصصات إلى الأمام لتحليل العمليات الحالية، وتطوير المعايير، وتحفيز الإجراءات المستقبلية، لتحديد أولويات النهج المستدام. يتزايد التحول نحو التفاعلات المستدامة مع بيئة الفضاء بنحو عاجل، بسبب الآثار المترتبة على تغير المناخ وزيادة المخاطر على المركبات الفضائية مع مرور الوقت.

## الأساسيات
تتطلب استدامة الفضاء وجود إجماع لدى جميع المشاركين في الفضاء. يجب استخدام مجال الفضاء سلميًا، وحماية مجال الفضاء بنحو مشترك من الأذى، وتعظيم الاستفادة من الفضاء من طريق الاستكشاف البيئي والاقتصادي والأمني للفضاء. وضح هذه الإجماع أيضًا العلاقة بين استدامة الفضاء والأمن الدولي، بحيث تستكشف الدول والأفراد الفضاء لأغراض مختلفة. يحتاج اعتمادهم على الفضاء إلى الاسترشاد بالقواعد والنظام والسياسات والحصول على المزيد من الفوائد دون التأثير سلبًا على بيئة الفضاء والأنشطة الفضائية.
مع ذلك، لا يزال التوصل إلى اتفاق يمثل تحديًا حتى مع وجود مثل هذه المطالب. في المناقشات بين البلدان حول الاستدامة طويلة الأجل. تُعطى التحسينات التقنية أهمية أكبر من إدخال وتطبيق أنظمة قانونية جديدة. وعلى وجه التحديد، اقتُرح نهج تقنية للتعامل مع الحطام الفضائي، مثل إزالة الحطام الفضائي. يجري أيضًا استكشاف بيانات محددة عن الحطام الفضائي للمساعدة في دراسة تأثيره في الاستدامة وتعزيز المزيد من التعاون بين البلدان.

## الوضع الحالي
تلعب استدامة الفضاء دورًا في معالجة الحالة الحالية الملحة للمدارات القريبة من الأرض والكميات الكبيرة من الحطام المداري. اصطدام المركبات الفضائية بالحطام المداري، والطقس الفضائي، والاكتظاظ في المدار الأرضي المنخفض (LEO) يجعل المركبات الفضائية عرضة لمعدلات أعلى من الفشل. يؤدي بروتوكول نهاية العمر الحالي للمركبة الفضائية إلى تفاقم أزمة استدامة الفضاء؛ لم يجر التخلص من العديد من المركبات الفضائية بنحو صحيح، مما يزيد من احتمالية حدوث المزيد من الاصطدامات.

### الحطام المداري
يُعرف الحطام المداري بأنه كائنات غير مأهولة وغير عاملة موجودة في الفضاء. ينهار هذا الحطام المداري أكثر مع تقدم الوقت نتيجة للأحداث التي تحدث طبيعيًا، مثل الاصطدامات عالية السرعة مع النيازك الدقيقة، والأحداث القسرية، مثل الإطلاق المتحكم فيه لمركبة الإطلاق. في المدار الأرضي المنخفض، يمكن أن تحدث هذه الاصطدامات بسرعات تتراوح بين 9 كيلومترات في الثانية (كيلومتر/ ثانية) و 14 كيلومتر/ ثانية بالنسبة للحطام والمركبة الفضائية. في GEO، ومع ذلك، فإن هذه الاصطدامات عالية السرعة في المدار الأرضي التزامني هي أقل خطورة بكثير، إذ إن متوسط السرعة النسبية بين الحطام والمركبة الفضائية يتراوح عادة بين 0 كم/ ثانية و 2.5 كم/ ثانية. اعتبارًا من عام 2012، تتبع مركز العمليات الفضائية المشتركة في الولايات المتحدة 21000 قطعة من الحطام المداري أكبر من 10 سم في المدارات القريبة من الأرض (المدار الأرضي المنخفض، والمدار الأرضي المنخفض والمتزامن مع الشمس)، إذ جرت فهرسة 16000 من هذه القطع. يمكن تصنيف الحطام الفضائي إلى ثلاث فئات: الصغيرة والمتوسطة والكبيرة. الحطام الصغير مخصص للقطع التي يقل طولها عن 10 سم. الحطام متوسط الحجم للقطع الأكبر من 10 سم، ولكنه ليس لمركبة فضائية كاملة. الحطام كبير الحجم ليس له تصنيف رسمي، ولكنه يشير عادةً إلى مركبة فضائية بأكملها، مثل قمر صناعي أو مركبة الإطلاق معطلة الاستخدام. من الصعب تتبع الحطام الصغير الحجم في المدار الأرضي المنخفض، ويصعب أيضًا تتبع الحطام الصغير والمتوسط في المدار الأرضي المنخفض. ومع ذلك، فإن هذا البيان لا يستبعد إمكانات تتبع المدار الأرضي المنخفض وتوقعات البيئة العالمية، إذ يمكن أن يصل وزن أصغر قطعة من الحطام المتعقب إلى عشرة جرامات. إذا كان حجم الحطام يحظر تعقبه، فلا يمكن للمركبة الفضائية تجنبه ولا يسمح للمركبة الفضائية بتقليل مخاطر الاصطدام. تزداد احتمالية الإصابة بمتلازمة كيسلر، التي تنص بنحو أساسي على أن كل تصادم ينتج عنه المزيد من الحطام، مع تضاعف كمية الحطام المداري، مما يزيد من كمية الاصطدامات الأخرى حتى لا يمكن استخدام الفضاء بالكامل.

### طقس الفضاء
يشكل طقس الفضاء خطرًا على صحة السواتل، مما يؤدي إلى كميات أكبر من الحطام المداري. يؤثر الطقس الفضائي في صحة السواتل بعدة طرق. أولًا، يسهل الشحن السطحي من سطح الشمس عمليات التفريغ الكهربائي، مما يؤدي إلى إتلاف الإلكترونيات الموجودة في المدار، مما يشكل تهديدًا لفشل المهمة. يمكن أن تؤدي الاضطرابات المنفردة (SEUs) أيضًا إلى إتلاف الأجهزة الإلكترونية. يمكن أيضًا أن يحدث الشحن العازل والشحن بالجملة، مما يتسبب في مشكلات الطاقة داخل المركبة الفضائية. إضافةً إلى ذلك، على ارتفاعات أقل من ألف كيلومتر، يمكن أن يزداد السحب الجوي في أثناء العواصف الشمسية من طريق زيادة ارتفاع المركبة الفضائية، مما يؤدي فقط إلى زيادة السحب على المركبة الفضائية. تؤدي هذه العوامل إلى تدهور الأداء على مدار عمر المركبة الفضائية، مما يجعل المركبة الفضائية أكثر عرضة لمزيد من إخفاقات النظام والبعثة.

### اكتظاظ
حدثت زيادة كبيرة في استخدام مدارات المدار الأرضي المنخفض والمدار الأرضي المنخفض والمتزامن مع الشمس على مدار الستين عامًا الماضية. منذ إطلاق أول قمر صناعي عام 1957 وحتى الآن، أطلِق نحو عشرة آلاف قمر صناعي، ولا تزال 2000 منها تقريبًا نشطة. يمكن استخدام هذه الأقمار الصناعية لمجموعة متنوعة من الأغراض، وهي الاتصالات والملاحة ومراقبة الطقس والاستكشاف. في غضون العقد القادم، كما زادت شعبية الأقمار الصناعية الصغيرة التي أنشأتها الجامعات أو المؤسسات البحثية، مما أسهم في اكتظاظ المدارات القريبة من الأرض.